# Edgaras Česnauskis
Edgaras Cesnauskis (n. Kursenai, Lituania, el 5 de febrero de 1984) es un futbolista lituano que juega de centrocampista y cuyo club actual es el FC Rostov de la Liga Premier de Rusia. Es el hermano menor de Deividas Cesnauskis.

## Trayectoria
Cesnauskis jugó sus primeras tres temporadas como profesional en el Ekranas Panevezys antes de despertar el interés del Dinamo Kiev, donde no tuvo especial fortuna. Tras dos temporadas en las que apenas jugó cinco partidos ligueros el club ucraniano le traspasó al Saturn Ramenskoe ruso, en el que su suerte cambió. Desde entonces el menor de los Cesnauskis ha jugado en la Liga rusa, fichando posteriormente por el FC Moscú y el Dinamo Moscú (club en el que su hermano Deividas también jugó varias temporadas hace años), en el que milita actualmente.

## Selección nacional
Ha sido internacional con la Selección de fútbol de Lituania, ha jugado 25 partidos internacionales y ha anotado 1 gol.

## Clubes
| Club              | País     | Año           |
| ----------------- | -------- | ------------- |
| FK Ekranas        | Lituania | 2000-2003     |
| FC Dinamo de Kiev | Ucrania  | 2003-2005     |
| FC Saturn         | Rusia    | 2006-2008     |
| FC Moscú          | Rusia    | 2008-2009     |
| FC Dinamo Moscú   | Rusia    | 2010          |
| FC Rostov         | Rusia    | 2011-presente |